# Corymbichneumon carinifer
Corymbichneumon carinifer là một loài tò vò trong họ Ichneumonidae.